# Jorge Lozano Armengol
Jorge Lozano Armengol (San Luis Potosí, San Luis Potosí, 11 de marzo de 1948) es un político mexicano; fue miembro del Partido Acción Nacional, hasta que renunció a este, el martes 23 de junio de 2009, doce días antes de las elecciones del 5 de julio de 2009, a causa de los llamados «dedazos». Ha ocupado los cargos de diputado federal, senador por San Luis Potosí, y fue presidente municipal de San Luis Potosí de 2007 a 2009.
Jorge Lozano Armengol se dedicó inicialmente a actividades empresariales. Comenzó la política como miembro fundador del Frente Cívico Potosino, frente político ciudadano agrupado en torno a la figura de Salvador Nava, gran luchador social potosino; fue diputado al Congreso de San Luis Potosí de 1983 y presidente del Frente Cívico de 1984 a 1986. Este último año ingresó al Partido Acción Nacional, del que fue consejero estatal y nacional, candidato a diputado federal en 1988, candidato a gobernador en las Elecciones de 1993 en que triunfó Horacio Sánchez Unzueta, y presidente estatal de 1997 a 1999.
En 2000 obtuvo la victoria en la elección como senador por San Luis Potosí para el periodo que concluyó en 2006, y ese mismo año fue elegido presidente municipal de la ciudad de San Luis Potosí por más de 162,000 votos, siendo el mayor número obtenido por cualquier candidato a ese puesto de elección popular.